# Karl Obrecht
Karl Obrecht (* 3. März 1910 in Solothurn; † 5. Oktober 1979 in Küttigkofen) war ein Schweizer Jurist und Politiker (FDP).

## Leben

### Familie
Karl Obrecht war der Sohn des späteren Bundesrats Hermann Obrecht und dessen Ehefrau Lina (geb. Emch) († 4. April 1940), die Tochter eines Sägewerkbesitzers und Zimmermanns. Er hatte noch zwei Geschwister, zu denen Franz Obrecht († 8. Januar 1978), der Vater der beiden Skinrennfahrerrinnen Heide und Thérèse Obrecht, zählte. Seine Schwester Hedwig († 29. Januar 1983) war mit der Ehefrau des Hitler-Attentäters Claus Schenk Graf von Stauffenberg befreundet und setzte sich für eine Asyl-Aufnahme der Familie in der Schweiz ein; die Bemühungen scheiterten allerdings. Sie war auch Präsidentin des Solothurner Kantonalkomitees für die zweite Schweizerische Ausstellung für Frauenarbeit in Zürich.
Er war in erster Ehe mit Ingrid (geb. Anschütz) († 12. September 1971), mit der er fünf Kinder hatte, und seit dem 7. März 1979 in zweiter Ehe mit Rosemarie Wenk (geb. Vögeli) verheiratet.
Karl Obrecht war heimatberechtigt in Grenchen und Küttigen.

### Werdegang
Karl Obrecht besuchte die Kantonsschule Solothurn und immatrikulierte sich zu einem Studium der Rechtswissenschaften an der Universität München und setzte das Studium später an der Universität Kiel und der Universität Zürich fort; dort promovierte er 1935 mit seiner Dissertation Über die Rechtsnatur der schweizerischen Kantonalbanken zum Dr. jur.
Nach Beendigung des Studiums war er anfangs Sekretär im solothurnischen Justizdepartement und seit 1942 als Fürsprecher und Notar in Solothurn tätig.
Er gehörte als Verwaltungsrat verschiedenen Unternehmen, unter anderem Nestlé (Vizepräsident), der Bauunternehmung VEBA AG in Zürich, der Metallwerke Dornach AG (heute Swissmetal), des Schweizerischen Bankvereins (heute UBS), dort wurde er 1971 als Mitglied des Bankausschusses bestätigt, der Chronos Holding AG (Vizepräsident), der General Watch Co. Ltd., der Brauerei Feldschlösschen AG, der Miniera AG, der SRO Kugellagerwerke J. Schmid-Roost AG (Vizepräsident) und der Elektrizitäts-Gesellschaft Laufenburg AG an.
Er wurde 1949, als Nachfolger von Hermann Schüpbach, von 1949 bis 1972 Präsident des Verwaltungsrates der Schweizerischen Unfallversicherungsanstalt (Suva), sowie Verwaltungsratspräsident der ETRA Eisenbahn-Transportmittel AG, der Lumipart AG in Olten, seit 1955 der Signum AG in Wallisellen, seit 1964 der Firma Autophon, bis 1977 der Ebauches (heute ETA SA), sein dortiger Vorgänger war Max Petitpierre sowie, als Nachfolger von Paul Renggli (1885–1978), von 1962 bis 1975 der Allgemeinen Schweizer Uhrenindustrie AG (Asuag), war 1951 Vorsitzender der Generalversammlung der Internationalen Stuag sowie Präsident des Verbands der Schweizerischen Uhrenindustrie.
Karl Obrecht war seit 1962 Oberstleutnant in der Schweizer Armee und kommandierte als Generalstabsoffizier das Solothurner Füsilierbataillon 90.

### Politisches und gesellschaftliches Wirken
Karl Obrecht wurde 1949 als zweiter Vizepräsident der Freisinnig-Demokratischen Partei Solothurn bestätigt und wurde 1951, als Nachfolger von Otto Stampfli zum kantonalen Präsidenten der FDP gewählt. Nach seinem Rücktritt 1963 folgte ihm Ulrich Luder.
Er war von 1947 bis 1959 Mitglied des Nationalrates und von 1959 bis 1967 des Ständerates, sowie Mitglied der Freisinnig-demokratischen Fraktion.
Karl Obrecht war Präsident mehrerer parlamentarischer Kommissionen, unter anderem war er im Nationalrat von 1951 bis 1954 Mitglied der Aussenwirtschaftskommission, deren Präsident er von 1951 bis 1953 war. Von 1954 bis 1957 war er Mitglied der sicherheitspolitischen Kommission im Nationalrat und von 1955 bis 1957 deren Präsident.
1950 reichte er eine Motion ein, die von 39 weiteren Parlamentariern unterschrieben worden war, in der er die Liquidation der Kriegswirtschaftsjustiz forderte; vielmehr sollten die Fälle, die nach kriegswirtschaftlichen Strafbestimmungen zu beurteilen seien, der ordentlichen Gerichtsbarkeit übertragen werden. Im selben Jahr wurde er auch zum Mitglied der Alkoholfachkommission gewählt.
1951 wollte er sich in der Rennklasse als Skiläufer am neuzeitlichen Pragellauf beteiligen, bei dem eine Distanz von 25 km (540 m Aufstieg und 340 m Höhendifferenz in der Abfahrt) bewältigt werden musste.
Er leitete 1951 die nationalrätliche Kommission, die über das Bundesgesetz über die Förderung der Landwirtschaft und die Erhaltung des Bauernstandes (Landwirtschaftsgesetz) beriet.
1952 erfolgte seine Wahl zum Präsidenten des Aktionskomitees, das sich mit der Propagierung des Landwirtschaftsgesetzes beschäftigte; im selben Jahr war er Präsident der Zolltarifkommission des Nationalrats.
Karl Obrecht war 1953 massgeblich an dem Entwurf des Einführungsgesetzes zum Zivilgesetzbuch beteiligt.
1954 erfolgte seine Wahl in die eidgenössische Wasserwirtschaftskommission und im selben Jahr wurde er zum Präsidenten des Schweizerischen Wasserwirtschaftsverbands in Basel gewählt, das sich 1957 mit der Juragewässerkorrektion und 1958 mit der internationalen Spöl-Abkommen beschäftigte. 1955 war er Mitglied der nationalrätlichen Kommission, die sich mit der Initiative zur Herabsetzung der Bundessteuern beschäftigte und er wurde Mitglied des Bankrats der Schweizerischen Nationalbank.
Er wurde 1956, als Nachfolger von Walther Bringolf, Präsident der Militärkommission des Nationalrats; im selben Jahr wurde er Mitglied und später Vizepräsident des Verwaltungsrats der Schweizerischen Industriegesellschaft (heute SIG Combibloc Services). 1957 wurde er in die nationalrätliche Kommission für das neue Eisenbahngesetz sowie in die Finanzkommission gewählt und schied Ende 1957 aus der Militärkommission wieder aus; ihm folgte in der Militärkommission Karl Renold.
1960 gehörte er der Alkoholfachkommission des Bundesrats und der Finanzkommission des Ständerats an; 1961 erfolgte seine Wahl in die Eidgenössische Wasser- und Energiewirtschaftskommission. Er präsidierte 1963 der ständerätlichen Kommission für das Arbeitsgesetz.
1963 wurde er Verwaltungsratsmitglied im Schweizerischen Bankverein, zu deren II. Vizepräsident er 1972 gewählt wurde; nach seinem Tod folgte ihm Franz Luterbacher (1918–2007) als II. Vizepräsident.
Er hatte 1964 den Vorsitz der Kommission des Ständerates für das Bundesgesetz über die Verrechnungssteuer und war 1965 Vizepräsident des Schweizerischen Aktionskomitees für eine gesunde Volkswirtschaft. Im selben Jahr hatte er den Vorsitz der ständerätlichen Kommission zu einem Bundesbeschluss über Mietzinse für Immobilien.
1966 war er Präsident der Finanzkommission im Ständerat.
Seit 1972 war er auch Mitglied der Schweizerischen Industrie- und Handelsverein (heute Economiesuisse).
Besonders bekannt wurde Karl Obrecht 1965 durch seine Motion für eine Totalrevision der Bundesverfassung der Schweizerischen Eidgenossenschaft, die zu einem viel diskutierten Entwurf führte (siehe auch Totalrevision der Schweizer Bundesverfassung 1999); hierbei hatte er bereits im Oktober 1950 eine Interpellation eingebracht, die sich mit der Verfassungsgerichtsbarkeit und dem rechtsstaatlichen Ausbau der Demokratie beschäftigte. Er leitete 1971 die Studienkommission, die sich mit einem von drei Modellen zu Totalrevision der Bundesverfassung befasste.
1977 entstand unter seiner Leitung ein wegweisender Entwurf zur Revision der Verfassung des Kantons Solothurn.
In seinem Wohnort Küttigkofen war er zum Ammann der Gemeinde gewählt worden.
Er war unter anderem mit dem Politiker Carl Eugen Scherrer (1909–1989) befreundet.

## Mitgliedschaften
Karl Obrecht leitete die Altherren der Studentenverbindung Wengia Solodorensis und war Ehrenmitglied der Alt-Wengia. Er leitete 1966 die Gründungsversammlung des Vereins ehemaliger Kantonsschüler der Kantonsschule Solothurn.
Er war Präsident der Gesellschaft der Freunde der Zentralbibliothek Solothurn.

## Schriften (Auswahl)
- Über die Rechtsnatur der schweizerischen Kantonalbanken. Zürich, 1936.[94]
- Carl Obrecht; Wilhelm Baumgartner: Denkschrift zum 50jährigenJubiläum der Solothurner Kantonalbank, 1880–1930. Solothurn: Buchdr. Vogt-Schild, 1936.
- Zum Landwirtschaftsgesetz (I.). In: Der Bund vom 6. März 1952. S. 1 (Digitalisat).
- Zum Landwirtschaftsgesetz (II.). In: Der Bund vom 8. März 1952. S. 3 (Digitalisat).
- Zum Landwirtschaftsgesetz (III.). In: Der Bund vom 11. März 1952. S. 3 (Digitalisat).
- Zum Landwirtschaftsgesetz (IV.). In: Der Bund vom 13. März 1952. S. 3 (Digitalisat).
- Neue Perspektiven der Uhrenindustrie. In: Der Bund vom 12. Dezember 1963. S. 35 (Digitalisat).
- Die Volksabstimmung über die Steueramnestie: Grundsätzliche Bedenken. In: Neue Zürcher Zeitung vom 20. Januar 1964. S. 1 (Digitalisat).
- Grundsätzliche Bedenken gegen die Steueramnestie. In: Der Bund vom 21. Januar 1964. S. 3 (Digitalisat).
- Demonstration oder Verantwortung? In: Neue Zürcher Zeitung vom 22. Dezember 1965. S. 9 (Digitalisat).
- Karl Obrecht; Peter Dürrenmatt und Ludwig von Moos: Motionen zur Totalrevision der Bundesverfassung – Antworten des Bundesrates. Bern, 1967.
- Die schweizerische Uhrenindustrie im Umbruch. In: Neue Zürcher Zeitung vom 26. Januar 1968. S. 25 (Digitalisat).
- Alt Bundesrat Petitpierre siebzigjährig. In: Neue Zürcher Zeitung vom 26. Februar 1969 (Digitalisat).